# Landkreis Böblingen
Der Landkreis Böblingen ist eine Gebietskörperschaft im Regierungsbezirk Stuttgart in Baden-Württemberg. Der Landkreis gehört zur Region Stuttgart und zur europäischen Metropolregion Stuttgart. Mit seinen 395.167 Einwohnern (31. Dezember 2024) ist er der siebtgrößte Landkreis Baden-Württembergs und der neunzehntgrößte Deutschlands. Die Einwohner des Landkreises Böblingen weisen das höchste Durchschnittseinkommen aller baden-württembergischen Stadt- und Landkreise auf.

## Geographie

### Lage
Im Westen des Landkreises liegen das Obere Gäu (hier auch Korngäu genannt) und ein Teil des Heckengäus, der bis zu den Ausläufern des Schwarzwalds reicht. Im Süden gehören große Teile des Schönbuchs zum Kreisgebiet, des ersten Naturparks in Baden-Württemberg. Auch im Norden gibt es neben den offenen Landschaften der Gäue Waldgebiete, namentlich als Glemswald zusammengefasst.
Größere Flüsse oder Seen sind im Kreisgebiet nicht vorhanden. Im südlichen Kreisgebiet entspringen die Aich und die Würm. Die Bäche und kleineren Flussläufe münden alle in den Neckar, direkt oder über die Enz.
Der geographisch höchste Punkt befindet sich auf dem Kühlenberg nahe Oberjettingen auf 629,6 m ü. NHN, der tiefste liegt bei 307,5 m ü. NHN am Strudelbach an der nördlichen Kreisgrenze auf der Gemarkung Weissach.

### Orte
Die Liste der Orte im Landkreis Böblingen enthält die ungefähr 150 Orte (Städte, Dörfer, Weiler, Höfe und Wohnplätze) des Landkreises Böblingen im geographischen Sinne.

### Nachbarkreise
Der Landkreis Böblingen grenzt im Uhrzeigersinn im Nordosten beginnend an den Landkreis Ludwigsburg, an den Stadtkreis Stuttgart sowie an die Landkreise Esslingen, Reutlingen, Tübingen, Calw und Enzkreis.

### Flächenaufteilung
Nach Daten des Statistischen Landesamtes, Stand 2014.

### Naturschutzgebiete
Der Landkreis Böblingen besitzt die nachfolgenden Naturschutzgebiete. Nach der Schutzgebietsstatistik der Landesanstalt für Umwelt, Messungen und Naturschutz Baden-Württemberg (LUBW) stehen 736,95 Hektar der Kreisfläche unter Naturschutz, das sind 1,19 Prozent.
1. Feuerbacher Heide-Dickenberg: 17,8 ha; Gemeinde Rutesheim, Gemarkung Perouse
2. Gerlinger Heide: 14,9 ha (davon 14,5 ha im Landkreis Böblingen); Gemarkungen Leonberg und Gerlingen (Landkreis Ludwigsburg)
3. Grafenberg: 23,9 ha; Stadt Herrenberg, Markungen Mönchberg und Kayh
4. Hacksberg und Steckental: 160 ha (davon 100 ha im Landkreis Böblingen); Gemarkungen Dätzingen, Weil der Stadt, Schafhausen und Ostelsheim (Landkreis Calw)
5. Hartmannsberg: 25,6 ha; Gemeinde Weissach, Gemarkung Flacht
6. Hinteres Sommerhofental: 22,0 ha; Gemarkung Sindelfingen
7. Kappelwiesen-Beim Roten Brunnen-Salzwiesen: 30,8 ha; Gemarkung Weil der Stadt
8. Kasparsbrunnen-Ried-Binn: 53,2 ha; Gemarkungen Aidlingen, Döffingen und Dätzingen
9. Krebsbachaue: 92,0 ha; Gemarkungen Ehningen, Gärtringen und Rohrau
10. Längenbühl: 12,4 ha; Gemarkung Renningen
11. Merklinger Ried: 18,7 ha; Stadt Weil der Stadt, Gemarkung Merklingen
12. Mittelberg: 45,3 ha; Gemarkung Weil der Stadt
13. Neuweiler Viehweide: 13,5 ha; Gemarkung Waldenbuch
14. Oberes Hölzertal: 28,8 ha; Gemarkung Magstadt
15. Schaichtal: 467,8 ha; Markungen Waldenbuch, Aich, Grötzingen, Neuenhaus, Altenriet, Schlaitdorf (Landkreis Esslingen), Walddorfhäslach (Landkreis Reutlingen) und Dettenhausen (Landkreis Tübingen)
16. Storrenberg: 12,4 ha; Gemeinde Aidlingen, Gemarkung Dachtel
17. Venusberg-Wolfsäcker-Besental/Halde: 115 ha; Gemarkungen Aidlingen und Deufringen
18. Waldwiese im Mahdental: 1,9 ha; Gemarkung Sindelfingen
19. Würmaue am Heuberg: 24,8 ha; Stadt Weil der Stadt, Gemarkungen Hausen an der Würm und Merklingen

## Geschichte
Der Landkreis Böblingen geht auf das alte gleichnamige württembergische Oberamt zurück, das schon zu Zeiten des Herzogtums Württemberg errichtet wurde. Im Laufe der Geschichte wurde es mehrmals verändert und 1938 in den Landkreis Böblingen überführt. Damals wurden nahezu alle Gemeinden des aufgelösten Oberamts Herrenberg sowie einige Gemeinden des Amtsoberamtes Stuttgart dem Landkreis Böblingen angegliedert.
Am 1. September 1971 wurde der Landkreis um die Gemeinde Dachtel des Landkreises Calw vergrößert.
Am 1. Januar 1973 kamen bei der Kreisreform 15 Gemeinden des Landkreises Leonberg dazu – darunter die damaligen bzw. späteren Städte Leonberg, Weil der Stadt, Renningen und Rutesheim – (die anderen kamen entweder zum Landkreis Ludwigsburg oder zum Enzkreis im Regierungsbezirk Karlsruhe) sowie die Gemeinde Deckenpfronn des Landkreises Calw.
Am 1. Januar 1975 wurden die Stadt Leinfelden und die Gemeinde Musberg an den Landkreis Esslingen abgegeben. Damit erreichte der Landkreis seinen heutigen Umfang.
Seit Abschluss der Gemeindereform am 1. Januar 1975 umfasst der Landkreis Böblingen 26 Gemeinden, darunter neun Städte und hiervon wiederum vier Große Kreisstädte (Böblingen, Herrenberg, Leonberg und Sindelfingen). Die bevölkerungsreichste Stadt des Landkreises ist Sindelfingen, die bevölkerungsärmste Gemeinde ist Deckenpfronn.

## Bevölkerung

### Einwohnerentwicklung

Einwohnerentwicklung des Landkreises von 1973 bis 2018

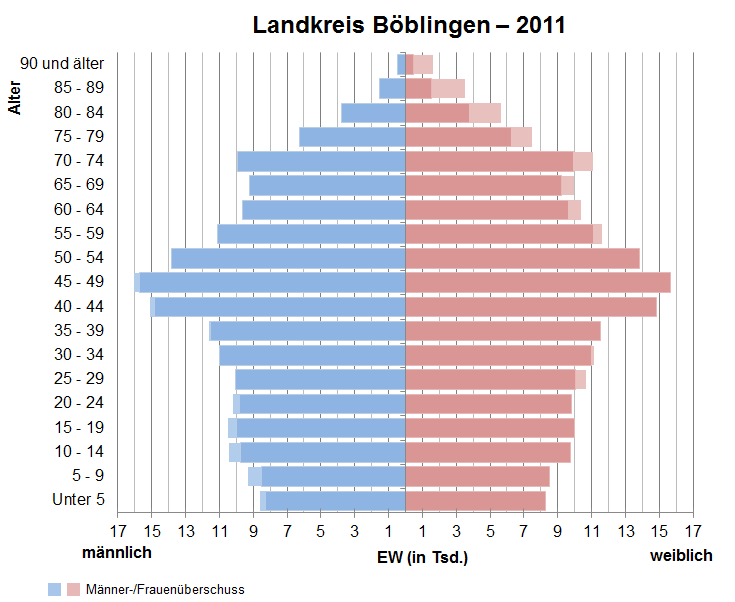
Bevölkerungspyramide für den Landkreis Böblingen (Datenquelle: Zensus 2011)

Die Einwohnerzahlen sind Volkszählungsergebnisse oder amtliche Fortschreibungen des Statistischen Landesamts Baden-Württemberg (nur Hauptwohnsitze).
| Datum             | Einwohner |
| ----------------- | --------- |
| 31. Dezember 1973 | 286.618   |
| 31. Dezember 1975 | 288.385   |
| 31. Dezember 1980 | 305.725   |
| 31. Dezember 1985 | 310.431   |
| 25. Mai 1987 ¹    | 315.677   |
| 31. Dezember 1990 | 334.602   |
| 31. Dezember 1995 | 351.027   |

| Datum             | Einwohner |
| ----------------- | --------- |
| 31. Dezember 2000 | 364.987   |
| 31. Dezember 2005 | 372.155   |
| 31. Dezember 2010 | 371.396   |
| 31. Dezember 2015 | 381.281   |
| 31. Dezember 2020 | 392.898   |

Im Jahr 2010 war der Landkreis Böblingen – bedingt durch das relativ niedrige Durchschnittsalter der Bevölkerung, die höhere Lebenserwartung und die überdurchschnittliche Geburtenhäufigkeit – einer der wenigen Kreise mit einer positiven Geburtenbilanz in Baden-Württemberg.

### Konfessionsstatistik
Laut der Volkszählung 2011 waren 38,4 % (139.887) der Einwohner evangelisch, 23,6 % (85.863) römisch-katholisch und 38,0 % waren konfessionslos, gehörten einer anderen Glaubensgemeinschaft an oder machten keine Angabe. Der Anteil der Protestanten und Katholiken an der Gesamtbevölkerung ist seitdem jährlich um 1 % gesunken. Gemäß dem Zensus 2022 waren 29,6 % der Einwohner evangelisch, 19,2 % katholisch, und 51,1 % waren konfessionslos, gehörten einer anderen Glaubensgemeinschaft an oder machten keine Angabe.
Laut kirchlicher Statistik gab es am 31. Dezember 2020 83.397 Katholiken (21,2 % der Gesamtbevölkerung). Am 31. Dezember 2021 gab es 80.833 Katholiken (20,6 % der Gesamtbevölkerung). Am 1. Dezember 2023 gab es 75.600 Katholiken (18,9 % der Gesamtbevölkerung).

## Politik
Der Landkreis wird vom Kreistag und vom Landrat verwaltet.

### Kreistag
Der Kreistag wird von den Wahlberechtigten im Landkreis auf fünf Jahre gewählt. Die Kommunalwahl am 9. Juni 2024 führte zu dem in den Diagrammen dargestellten Ergebnis.
- Linke: 2
- SPD: 10
- Volt: 1
- Grüne: 12
- FW: 23
- FDP: 6
- CDU: 20
- AfD: 11
- S:ALZ: 1

Ergebnisse der vergangenen Kreistagswahlen seit 1994
| Parteien und Wählergemeinschaften | Parteien und Wählergemeinschaften           | % 2024 | Sitze 2024 | % 2019 | Sitze 2019 | % 2014 | Sitze 2014 | % 2009  | Sitze 2009 | % 2004 | Sitze 2004 | % 1999 | Sitze 1999 | % 1994 | Sitze 1994 |
| FW                                | Freie Wähler im Landkreis Böblingen e. V.   | 25,48  | 23         | 27,92  | 25         | 34,43  | 30         | 34,13   | 30         | –      | –          | –      | –          | –      | –          |
| CDU                               | Christlich Demokratische Union Deutschlands | 23,57  | 20         | 21,48  | 17         | 27,33  | 22         | 24,51   | 19         | 29,1   | 24         | 29,1   | 22         | 25,5   | 22         |
| Grüne                             | Grüne und Unabhängige                       | 14,54  | 12         | 19,47  | 16         | 13,27  | 11         | 12,29   | 9          | 12,3   | 10         | 9,0    | 6          | 15,5   | 12         |
| SPD                               | Sozialdemokratische Partei Deutschlands     | 12,26  | 10         | 12,78  | 11         | 15,05  | 13         | 15,60   | 12         | 18,8   | 15         | 21,9   | 16         | 21,9   | 18         |
| AfD                               | Alternative für Deutschland                 | 11,54  | 11         | 6,44   | 5          | –      | –          | –       | –          | –      | –          | –      | –          | –      | –          |
| FDP                               | Freie Demokratische Partei                  | 7,97   | 6          | 7,60   | 6          | 4,60   | 4          | 8,84    | 6          | 5,6    | 4          | 4,8    | 3          | 3,8    | 3          |
| Linke                             | Die Linke                                   | 2,36   | 2          | 3,27   | 3          | 3,53   | 3          | 1,92    | 1          | –      | –          | –      | –          | –      | –          |
| Volt – ÖDP                        | Volt – Ökologisch-Demokratische Partei      | 1,34   | 1          | –      | –          | –      | –          | –       | –          | –      | –          | –      | –          | –      | –          |
| S:ALZ                             | Stadt: Arbeit, Leben, Zukunft               | 0,95   | 1          | 0,78   | 1          | 0,60   | –          | –       | –          | –      | –          | –      | –          | –      | –          |
| NPD                               | Nationaldemokratische Partei Deutschlands   | –      | –          | 0,20   | –          | 1,06   | 1          | 1,29    | 1          | –      | –          | –      | –          | –      | –          |
| Sonst.                            | Sonstige (2014 und 2019: FRiDi, 2009: PBC)  | –      | –          | 0,06   | –          | 0,14   | –          | 1,02    | –          | 1,2    | 1          | –      | –          | –      | –          |
| REP                               | Die Republikaner                            | –      | –          | –      | –          | –      | –          | 0,4     | –          | 1,9    | 1          | 2,3    | 1          | 3,0    | 2          |
| WG                                | Wählervereinigungen                         | –      | –          | –      | –          | –      | –          | –       | –          | 31,0   | 28         | 32,9   | 27         | 30,3   | 28         |
| Gesamt                            | Gesamt                                      | 100    | 86         | 100    | 84         | 100    | 84         | 100     | 78         | 100    | 83         | 100    | 75         | 100    | 85         |
| Wahlbeteiligung                   | Wahlbeteiligung                             | 61,5 % | 61,5 %     | 59,3 % | 59,3 %     | 49,1 % | 49,1 %     | 51,37 % | 51,37 %    | 52,7 % | 52,7 %     | 52,9 % | 52,9 %     | 67,7 % | 67,7 %     |

- WG: Wählervereinigungen, da sich die Ergebnisse von 1994 bis 2004 nicht auf einzelne Wählergruppen aufschlüsseln lassen.

### Landrat
Der Kreistag wählt den Landrat für eine Amtszeit von acht Jahren. Dieser ist gesetzlicher Vertreter und Repräsentant des Landkreises sowie Vorsitzender des Kreistags und seiner Ausschüsse. Er leitet das Landratsamt und ist Beamter des Landkreises. Zu seinem Aufgabengebiet zählen die Vorbereitung der Kreistagssitzungen sowie seiner Ausschüsse. Er beruft Sitzungen ein, leitet diese und vollzieht die dort gefassten Beschlüsse. In den Gremien hat er kein Stimmrecht. Sein Stellvertreter ist der Erste Landesbeamte, der nicht Kreis-, sondern Landesbeamter ist.
Die Landräte des ehemaligen Landkreises Leonberg 1938–1972:
- 1938–1945: Otto Meditsch
- 1945–1948: Ludwig Schröter[18]
- 1948–1954: Friedrich Michael Jetter
- 1954–1972: Wolfgang Ramsauer

Die Landräte des Landkreises Böblingen ab 1935:
- 1935–1938: Otto Meditsch
- 1938–1939: Kurt Raunecker
- 1939–1944: Willy Ritter (Amtsverweser)
- 1944–1945: Viktor Scheufele (Amtsverweser)
- 1945:–1823 Walter Atorf (kommissarisch)
- 1945–1946: Walther Hoß (kommissarisch)
- 1946–1952: Georg Hengstberger
- 1953–1973: Karl Heß
- 1973–2000: Reiner Heeb
- 2000–2008: Bernhard Maier
- seit 2008:00Roland Bernhard

Die Oberamtmänner des ehemaligen Oberamts Böblingen sind im Artikel Oberamt Böblingen dargestellt.

### Landtagsabgeordnete
Bei Landtagswahlen ist das Kreisgebiet in die Wahlkreise 5 (Böblingen) und 6 (Leonberg) aufgeteilt, wobei ersterer den Osten des Landkreises samt Böblingen und Sindelfingen umfasst, letzterer den Norden, Süden und Westen mit Leonberg und Herrenberg.
Der Wahlkreis 5 (Böblingen) wird im aktuellen Landtag durch Thekla Walker (Grüne), Matthias Miller (CDU) und Florian Wahl (SPD) vertreten, der Wahlkreis 6 (Leonberg) durch Peter Seimer (Grüne), Sabine Kurtz (CDU) und Hans Dieter Scheerer (FDP).

### Bundestagsabgeordnete
Der Bundestagswahlkreis Böblingen umfasst den gesamten Landkreis Böblingen ohne Waldenbuch und Steinenbronn. Im aktuellen Deutschen Bundestag der 20. Wahlperiode vertreten mit Marc Biadacz (CDU), Jasmina Hostert (SPD), Florian Toncar (FDP), Tobias B. Bacherle (Grüne) und Markus Frohnmaier (AfD) fünf Abgeordnete den Wahlkreis Böblingen.

### Wappen
| Wappen des Landkreises Böblingen | Blasonierung: „In Gold eine dreilatzige rote Fahne an drei schwarzen Ringen, erhöht von einer schwarzen Hirschstange.“ |
| Wappen des Landkreises Böblingen | Wappenbegründung: Die Fahne ist die Wappenfigur der Pfalzgrafen von Tübingen, die u. a. die Städte Böblingen, Sindelfingen und Herrenberg gründeten, ehe diese an das Herzogtum Württemberg kamen. Die württembergischen Hirschstangen symbolisieren die sehr frühe Zugehörigkeit des Kreisgebiets zu Württemberg. Das Wappen wurde am 18. April 1947 angenommen und dem neuen vergrößerten Landkreis Böblingen am 30. August 1974 vom Innenministerium Baden-Württemberg neu verliehen. Von 1927 bis 1947 prägte das Sportflugzeug Kl 25 das Wappen des Oberamts und Landkreises Böblingen. |

### Kreispartnerschaften
Der Landkreis unterhält Partnerschaften zum Kreis Timiș in Rumänien und zum Bezirk Kaunas in Litauen.

## Wirtschaft und Infrastruktur

### Wirtschaft
Der Landkreis Böblingen weist das höchste Verdienstniveau aller Stadt- und Landkreise in Baden-Württemberg auf. 2020 betrug das durchschnittliche Arbeitnehmerentgelt (brutto einschließlich Arbeitgeber-Sozialbeiträge) 50.244 Euro. Somit lag das durchschnittliche Verdienstniveau im Landkreis Böblingen über dem Verdienstniveau des angrenzenden Stadtkreises Stuttgart (49.375 Euro) sowie des Stadtkreises Karlsruhe (43.514 Euro).
Der Landkreis ist Träger der Kreissparkasse Böblingen.

### Kreiseinrichtungen

#### Schulen
Der Landkreis Böblingen ist Schulträger der folgenden Beruflichen Schulen: Kaufmännische Schule Böblingen und Mildred-Scheel-Schule Böblingen (letztere unter anderem mit Biotechnologischem Gymnasium und Ernährungswissenschaftlichem Gymnasium), Hauswirtschaftliche und Landwirtschaftliche Schule Herrenberg, Gewerbliche, Kaufmännische und Hauswirtschaftliche Schule Leonberg und Gottlieb-Daimler-Schule I und Gottlieb-Daimler-Schule II (mit der Akademie für Datenverarbeitung) im Technischen Schulzentrum Sindelfingen, ferner der Sonderpädagogischen Bildungs- und Beratungszentren (SBBZ) mit dem Förderschwerpunkt geistige Entwicklung mit Schulkindergarten in Böblingen (Käthe-Kollwitz-Schule), Herrenberg (Friedrich-Fröbel-Schule), Leonberg (Karl-Georg-Haldenwang-Schule) und Sindelfingen (Bodelschwinghschule), des SBBZ mit dem Förderschwerpunkt körperliche und motorische Entwicklung mit Schulkindergarten in Sindelfingen und des SBBZ mit dem Förderschwerpunkt Sprache und Schülerinnen und Schüler in längerer Krankenhausbehandlung mit Schulkindergarten in Sindelfingen. Zusammen mit den Städten Böblingen und Sindelfingen ist der Landkreis Böblingen Träger der Volkshochschule.

#### Krankenhäuser
Die beiden Kreiskrankenhäuser in Herrenberg und Leonberg wurden zunächst seit 2005 in Form einer Eigengesellschaft des Landkreises Böblingen von der Kreiskliniken Böblingen gemeinnützige GmbH betrieben. Das Krankenhaus in Böblingen und das frühere städtische Krankenhaus in Sindelfingen wurden in der Klinikum Sindelfingen/Böblingen gGmbH betrieben. Beide Gesellschaften gehörten dem Klinikverbund Südwest an, an dem die Landkreise Calw und Böblingen beteiligt sind. Nach dem Ausstieg der Stadt Sindelfingen aus dem Klinikverbund Südwest werden alle vier Krankenhäuser im Landkreis Böblingen (Böblingen, Herrenberg, Leonberg und Sindelfingen) in der Kreiskliniken Böblingen gGmbH betrieben, an der der Landkreis die Mehrheit hält. Der Klinikverbund Südwest ist ein Zusammenschluss der Krankenhäuser Böblingen, Calw, Herrenberg, Leonberg, Nagold und Sindelfingen. Gemeinsam mit dem Therapiezentrum im Klinikverbund Südwest, dem Medizinischen Gesundheitszentrum und der Service GmbH Schwarzwald zählt er zu den größten kommunalen Gesundheitseinrichtungen in Süddeutschland. Seit ca. 2020 wird auf dem Flugfeld das neue Flugfeldklinikum gebaut, das die bisherigen Kliniken in Böblingen und Sindelfingen ersetzen und 2025 in Betrieb gehen soll. Das Projekt wird durch Fördermittel, Kredite und Eigenmittel über den Landkreis Böblingen finanziert (Gesamtkosten von 423 bis 452 Millionen Euro).

#### Abfallwirtschaftsbetrieb
Der Abfallwirtschaftsbetrieb des Landkreises Böblingen wird in Form eines Eigenbetriebs geführt und ist mit seinen rund 240 Mitarbeitern ein mittelständischer Komplettanbieter für die Abfallentsorgung und Verwertung. Er bedient im Landkreis rund 170.000 private Haushalte sowie eine große Zahl von Gewerbebetrieben bei der Entsorgung und Weiterverwertung von Abfällen und betreibt die Wertstoffhöfe in den einzelnen Gemeinden des Landkreises.
Als einer von drei Landkreisen in Baden-Württemberg setzt der Landkreis Böblingen zur Sammlung von Wertstoffen das Wertstoffhofkonzept („Bringsystem“) anstelle des Gelben Sacks um. Der Landkreis ist mit 51,07 Prozent am Zweckverband RBB beteiligt, der das Restmüllheizkraftwerk in Böblingen betreibt.

### Verkehr

#### Bahnverkehr
Die erste Strecke, die die Württembergische Staatsbahn in diesem Gebiet baute, war 1868/69 die Schwarzwaldbahn von Stuttgart über Leonberg nach Weil der Stadt, die 1872 bis Calw verlängert wurde. Erst 1879 folgte die Bahnstrecke Stuttgart–Horb, damals bis Eutingen im Gäu. Die Rankbachbahn als Querverbindung zwischen diesen beiden Strecken von Böblingen über Sindelfingen nach Renningen kam 1914/15 hinzu. Eine Querverbindung von der Bahnstrecke Stuttgart–Horb ins Neckartal stellte 1909 die Ammertalbahn Herrenberg–Tübingen her.
Die Gegend südlich der Kreisstadt wurde 1910/11 durch die Schönbuchbahn Böblingen–Dettenhausen erschlossen; sie wird ab 1996 im Auftrag der Kommunen von der Württembergischen Eisenbahn-Gesellschaft (WEG) betrieben.
Eine Zweigstrecke von der Station Schönaicher First nach Schönaich wurde 1922 durch die Deutsche Reichsbahn eröffnet, die ab 1928 mit der Siebenmühlentalbahn von Leinfelden nach Waldenbuch auch das Siebenmühlental erschloss.
Weissach, die nördlichste Gemeinde des Landkreises, ist seit 1906 Endpunkt der von den Württembergischen Nebenbahnen AG erbauten Strohgäubahn.
Von dem 100 Kilometer umfassenden Schienennetz wurden inzwischen 18 Kilometer stillgelegt:
- 1954: Schönaicher First–Schönaich (drei Kilometer)
- 1955: Leinfelden–Steinenbronn–Waldenbuch (neun Kilometer)
- 1983: Weil der Stadt–Schafhausen(–Calw) (sechs Kilometer). Die Strecke nach Calw wird derzeit (Stand: 2023) reaktiviert[veraltet], allerdings mit einer verkürzten Streckenführung, so dass Schafhausen nicht mehr bedient wird.

Verantwortlich für den öffentlichen Personennahverkehr ist der Verkehrs- und Tarifverbund Stuttgart.

#### Fernstraßen
Durch das Kreisgebiet führt die Bundesautobahn 8 Stuttgart–Karlsruhe sowie die A 81 Stuttgart–Singen (Hohentwiel). Ferner wird es durch Bundes-, Landes- und Kreisstraßen erschlossen. Die wichtigsten sind die Bundesstraße 14 Rottweil–Stuttgart, die B 295 Calw–Stuttgart und die B 464 Renningen–Reutlingen.

#### Radverkehr
Durch den Landkreis verlaufen einige Alltagsrouten aus dem Radnetz Baden-Württemberg: 
- von Stuttgart kommend durch Böblingen (mit Abzweig nach Sindelfingen) und Herrenberg Richtung Horb am Neckar
- von Herrenberg Richtung Nagold
- von Ditzingen kommend über Leonberg und Weil der Stadt nach Calw

Von der Strecke Stuttgart – Böblingen – Herrenberg sind einige Abschnitte als Radschnellverbindung ausgebaut, überdies gibt es von Stuttgart kommend einen Abzweig zum östlichen Stadtrand Sindelfingens in ähnlicher Qualität. 
Durch den Landkreis verläuft kein Landes-Radfernweg, wenn man von wenigen Metern des Hohenzollern-Radwegs im Schaichtal direkt an der Kreisgrenze und einem ebenfalls sehr kurzen Abschnitt des Württemberger Weinradwegs bei Kayh absieht.
Außerdem gibt es ein Radverkehrskonzept für den Landkreis Böblingen. Der Landkreis Böblingen ist Mitglied der AGFK (Arbeitsgemeinschaft Fahrrad- und Fußverkehrsfreundlicher Kommunen) in Baden-Württemberg.

## Gemeinden
| Name              | Wappen | Gemeindetyp      | Fläche km² | Einwohner 31. Dezember 2024 | Einwohnerdichte Einw. je km² | Höhe über NN |
| ----------------- | ------ | ---------------- | ---------- | --------------------------- | ---------------------------- | ------------ |
| Aidlingen         |        | Gemeinde         | 026,56     | 9.302                       | 350                          | 427          |
| Altdorf           |        | Gemeinde         | 017,47     | 4.529                       | 259                          | 483          |
| Böblingen         |        | Große Kreisstadt | 039,04     | 51.483                      | 1319                         | 464          |
| Bondorf           |        | Gemeinde         | 017,55     | 6.230                       | 238                          | 460          |
| Deckenpfronn      |        | Gemeinde         | 011,42     | 3.274                       | 287                          | 569          |
| Ehningen          |        | Gemeinde         | 017,80     | 9.277                       | 521                          | 448          |
| Gärtringen        |        | Gemeinde         | 020,21     | 12.934                      | 640                          | 476          |
| Gäufelden         |        | Gemeinde         | 020,07     | 9.181                       | 457                          | 470          |
| Grafenau          |        | Gemeinde         | 013,04     | 6.578                       | 504                          | 402          |
| Herrenberg        |        | Große Kreisstadt | 065,71     | 34.192                      | 520                          | 460          |
| Hildrizhausen     |        | Gemeinde         | 012,17     | 3.581                       | 294                          | 481          |
| Holzgerlingen     |        | Stadt            | 013,38     | 14.184                      | 1060                         | 476          |
| Jettingen         |        | Gemeinde         | 021,12     | 8.012                       | 379                          | 559          |
| Leonberg          |        | Große Kreisstadt | 048,73     | 49.480                      | 1015                         | 386          |
| Magstadt          |        | Gemeinde         | 019,13     | 9.513                       | 497                          | 427          |
| Mötzingen         |        | Gemeinde         | 8,15       | 3.719                       | 456                          | 533          |
| Nufringen         |        | Gemeinde         | 010,04     | 5.806                       | 578                          | 459          |
| Renningen         |        | Stadt            | 031,13     | 18.567                      | 596                          | 409          |
| Rutesheim         |        | Stadt            | 016,24     | 11.258                      | 857                          | 447          |
| Schönaich         |        | Gemeinde         | 014,16     | 10.495                      | 741                          | 435          |
| Sindelfingen      |        | Große Kreisstadt | 050,85     | 61.422                      | 1208                         | 449          |
| Steinenbronn      |        | Gemeinde         | 9,72       | 6.332                       | 651                          | 431          |
| Waldenbuch        |        | Stadt            | 022,70     | 8.750                       | 385                          | 362          |
| Weil der Stadt    |        | Stadt            | 043,17     | 19.353                      | 448                          | 406          |
| Weil im Schönbuch |        | Gemeinde         | 026,14     | 9.970                       | 381                          | 482          |
| Weissach          |        | Gemeinde         | 022,14     | 7.745                       | 350                          | 375          |

Vereinbarte Verwaltungsgemeinschaften und Gemeindeverwaltungsverbände:
- Gemeindeverwaltungsverband Aidlingen/Grafenau mit Sitz in Aidlingen; Mitgliedsgemeinden: Aidlingen und Grafenau
- Gemeindeverwaltungsverband Gärtringen/Ehningen mit Sitz in Ehningen; Mitgliedsgemeinden: Gärtringen und Ehningen
- Vereinbarte Verwaltungsgemeinschaft der Stadt Herrenberg mit den Gemeinden Deckenpfronn und Nufringen
- Gemeindeverwaltungsverband Holzgerlingen mit Sitz in Holzgerlingen; Mitgliedsgemeinden: Stadt Holzgerlingen und Gemeinden Altdorf und Hildrizhausen
- Gemeindeverwaltungsverband „Oberes Gäu“ mit Sitz in Gäufelden; Mitgliedsgemeinden: Bondorf, Gäufelden, Jettingen und Mötzingen
- Gemeindeverwaltungsverband Waldenbuch-Steinenbronn mit Sitz in Waldenbuch; Mitgliedsgemeinden: Stadt Waldenbuch und Gemeinde Steinenbronn

## Gemeinden vor der Kreisreform

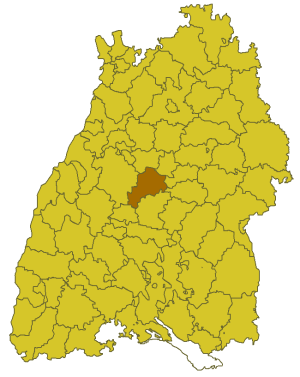
Landkreis Böblingen vor der Kreisreform

Zum Landkreis Böblingen gehörten ab 1938 zunächst 42 Gemeinden, davon 4 Städte.
Am 7. März 1968 stellte der Landtag von Baden-Württemberg die Weichen für eine Gemeindereform. Mit dem Gesetz zur Stärkung der Verwaltungskraft kleinerer Gemeinden war es möglich, dass sich kleinere Gemeinden freiwillig zu größeren Gemeinden vereinigen konnten. Den Anfang im alten Landkreis Böblingen machten am 1. Juli 1971 die Gemeinden Öschelbronn, Nebringen und Tailfingen, die sich zur neuen Gemeinde Gäufelden vereinigten, sowie die Gemeinde Neuweiler, die am gleichen Tag in die Gemeinde Weil im Schönbuch eingemeindet wurde. In der Folgezeit reduzierte sich die Zahl der Gemeinden stetig. Alle verbliebenen Gemeinden des alten Landkreises Böblingen gingen am 1. Januar 1973 im neuen vergrößerten Landkreis Böblingen auf.
Die größte Gemeinde des alten Landkreises Böblingen war die Stadt Sindelfingen, die seit dem 1. Februar 1962 Große Kreisstadt ist. Die kleinste Gemeinde war Neuweiler.
Der alte Landkreis Böblingen umfasste zuletzt eine Fläche von 451 km² und hatte am 30. Juni 1971 insgesamt 213.389 Einwohner.
In der Tabelle wird die Einwohnerentwicklung des alten Landkreises Böblingen bis 1971 angegeben.
| Datum              | Einwohner |
| ------------------ | --------- |
| 17. Mai 1939       | 97.436    |
| 13. September 1950 | 93.694    |
| 6. Juni 1961       | 145.616   |
| 30. Juni 1971      | 213.389   |

In der Tabelle stehen die Gemeinden des alten Landkreises Böblingen. Am 1. April 1942 wurden die Gemeinden Vaihingen auf den Fildern und Möhringen auf den Fildern in die Stadt Stuttgart eingemeindet. Mit dem Wechsel Vaihingens in den Stadtkreis Stuttgart verlor der Landkreis Böblingen seine bis dahin einwohnerstärkste Gemeinde. Das Stadtrecht hatte sie nie erlangt.
Zwei Jahre nach der Kreisreform, am 1. Januar 1975, schlossen sich die Stadt Leinfelden und die Gemeinde Musberg mit den Gemeinden Echterdingen und Stetten auf den Fildern (beide Landkreis Esslingen) zur Stadt Leinfelden-Echterdingen zusammen und wurden dadurch ein Teil des Landkreises Esslingen.
| frühere Gemeinde               | heutige Gemeinde        | Einwohner am 17. Mai 1939 | Einwohner am 13. September 1950 | Einwohner am 6. Juni 1961 | Einwohner am 30. Juni 1971 |
| ------------------------------ | ----------------------- | ------------------------- | ------------------------------- | ------------------------- | -------------------------- |
| Affstätt                       | Herrenberg              | 464                       | 665                             | 706                       | –                          |
| Aidlingen                      | Aidlingen               | 1.497                     | 2.306                           | 2.671                     | 4.013                      |
| Altdorf                        | Altdorf                 | 940                       | 1.114                           | 1.315                     | 1.974                      |
| Böblingen, Große Kreisstadt    | Böblingen               | 12.560                    | 12.601                          | 25.366                    | 36.488                     |
| Bondorf                        | Bondorf                 | 1.616                     | 2.359                           | 2.309                     | 2.620                      |
| Breitenstein                   | Weil im Schönbuch       | 279                       | 405                             | 514                       | 765                        |
| Dagersheim                     | Böblingen               | 1.336                     | 1.864                           | 2.540                     | 3.685                      |
| Darmsheim                      | Sindelfingen            | 929                       | 1.351                           | 1.992                     | 2.845                      |
| Dätzingen                      | Grafenau                | 532                       | 827                             | 1.037                     | 1.386                      |
| Deufringen                     | Aidlingen               | 508                       | 746                             | 757                       | 1.172                      |
| Döffingen                      | Grafenau                | 947                       | 1.364                           | 2.252                     | 3.176                      |
| Ehningen                       | Ehningen                | 1.985                     | 3.068                           | 4.085                     | 6.059                      |
| Gärtringen                     | Gärtringen              | 1.772                     | 2.686                           | 3.491                     | 5.689                      |
| Gültstein                      | Herrenberg              | 1.027                     | 1.378                           | 1.563                     | 2.132                      |
| Haslach                        | Herrenberg              | 460                       | 640                             | 577                       | 786                        |
| Herrenberg, Stadt              | Herrenberg              | 3.689                     | 6.292                           | 9.539                     | 12.562                     |
| Hildrizhausen                  | Hildrizhausen           | 852                       | 1.024                           | 1.566                     | 2.205                      |
| Holzgerlingen                  | Holzgerlingen           | 2.629                     | 3.640                           | 5.290                     | 7.393                      |
| Kayh                           | Herrenberg              | 690                       | 907                             | 902                       | 1.070                      |
| Kuppingen                      | Herrenberg              | 1.109                     | 1.528                           | 1.601                     | 2.202                      |
| Leinfelden, Stadt              | Leinfelden-Echterdingen | 1.908                     | 2.379                           | 7.062                     | 12.673                     |
| Magstadt                       | Magstadt                | 2.784                     | 3.965                           | 5.114                     | 7.072                      |
| Maichingen                     | Sindelfingen            | 1.502                     | 2.501                           | 4.892                     | 8.078                      |
| Möhringen auf den Fildern      | Stuttgart               | 9.022                     | –                               | –                         | –                          |
| Mönchberg                      | Herrenberg              | 521                       | 657                             | 610                       | 778                        |
| Mötzingen                      | Mötzingen               | 1.240                     | 1.686                           | 1.592                     | 2.004                      |
| Musberg                        | Leinfelden-Echterdingen | 1.207                     | 1.665                           | 2.647                     | 3.896                      |
| Nebringen                      | Gäufelden               | 580                       | 901                             | 1.015                     | 1.508                      |
| Neuweiler                      | Weil im Schönbuch       | 204                       | 281                             | 315                       | 517                        |
| Nufringen                      | Nufringen               | 1.482                     | 1.736                           | 2.371                     | 2.899                      |
| Oberjesingen                   | Herrenberg              | 752                       | 1.089                           | 1.017                     | 1.722                      |
| Oberjettingen                  | Jettingen               | 945                       | 1.075                           | 1.215                     | 1.546                      |
| Öschelbronn                    | Gäufelden               | 1.009                     | 1.347                           | 1.428                     | 1.860                      |
| Rohrau                         | Gärtringen              | 422                       | 552                             | 638                       | 976                        |
| Schönaich                      | Schönaich               | 2.920                     | 4.254                           | 5.923                     | 8.391                      |
| Sindelfingen, Große Kreisstadt | Sindelfingen            | 8.465                     | 11.448                          | 26.127                    | 42.465                     |
| Steinenbronn                   | Steinenbronn            | 1.270                     | 1.930                           | 2.848                     | 4.140                      |
| Tailfingen                     | Gäufelden               | 709                       | 949                             | 771                       | 835                        |
| Unterjettingen                 | Jettingen               | 1.127                     | 1.894                           | 1.679                     | 2.342                      |
| Vaihingen auf den Fildern      | Stuttgart               | 18.861                    | –                               | –                         | –                          |
| Waldenbuch, Stadt              | Waldenbuch              | 2.204                     | 3.265                           | 4.475                     | 5.678                      |
| Weil im Schönbuch              | Weil im Schönbuch       | 2.441                     | 3.355                           | 4.510                     | 5.787                      |

## Kfz-Kennzeichen
Am 1. Juli 1956 wurde dem Landkreis bei der Einführung der bis heute gültigen Kfz-Kennzeichen das Unterscheidungszeichen BB zugewiesen. Es wird durchgängig bis heute ausgegeben. In Zusammenhang mit der Kennzeichenliberalisierung ist seit dem 25. April 2013 auch das Unterscheidungszeichen LEO (Leonberg) erhältlich.

## Verdienstmedaille
Der Landkreis Böblingen verleiht „in dankbarer Würdigung hervorragender ehrenamtlicher Verdienste um das Wohl des Landkreises Böblingen und das seiner Einwohnerinnen und Einwohner“ eine Verdienstmedaille. Vorschlagsberechtigt sind der Landrat und die Fraktionen des Kreistags, der Kreistag entscheidet über die Ehrung. Bisher sind folgende Personen mit der Verdienstmedaille ausgezeichnet worden:
- Heinz Schroth, Herrenberg (2003)
- Alfred Schaible, Renningen (2003)
- Paul Mast, Weil im Schönbuch (2003)
- Fritz Maier, Weil der Stadt (2003)
- Zita Grimm, Leonberg (2003)
- Helga Sauer, Leonberg (2004)
- Ulrich Keppler, Schönaich (2004)
- Gerhard Kallenberger, Böblingen (2004)
- Margarete Helmes, Leonberg (2004)
- Reiner Heeb, Böblingen (2005)
- Ursula Trimpin, Sindelfingen (2007)
- Hans Gonser, Leonberg (2007)
- Bernhard Maier, Renningen (2008)
- Erwin Ruck, Waldenbuch (2010)
- Hermann Wolf, Gäufelden (2010)
- Klaus-Georg Hengstberger, Böblingen (2010)
- Rudolf Decker, Böblingen (2011)
- Ingrid Balzer, Sindelfingen (2011)
- Günther Stoll, Schönaich (2012)
- Martin Haige, Aidlingen (2012)
- Willi Dongus, Weil der Stadt (2012)
- Franz Pitzal, Renningen (2014)
- Wilma Römer, Sindelfingen (2014)
- Adolf Jeutter, Leonberg (2016)
- Peter Pfitzenmaier, Leonberg (2016)
- Wilfried Dölker, Holzgerlingen (2024)
- Hans Klemm, Sindelfingen (2024)
- Helmut Noë, Leonberg (2024)